# Porotica
Porotica is een geslacht van vlinders van de familie kokermotten (Coleophoridae).

## Soorten
- P. astragalis Meyrick, 1913